# پشه‌گیر ایکیتوس
پشه‌گیر ایکیتوس (نام علمی: Polioptila clementsi) نام یک گونه از سرده پشه‌گیرها است.